# Maria Josep Juan Ballester
Maria Josep Juan Ballester naix a Canals, a la comarca de la Costera. És llicenciada en Geografia i Història per la Universitat de València. La seua vida professional ha estat lligada a l'ensenyament com a professora de Valencià, Llengua i Literatura, en diferents centres de secundària a Alacant, València i Xàtiva.

## Obra
Ha participat conjuntament en la coordinació, recull i escriptura del llibre de rondalles Conte contat  i del llibre Llegendes de la Costera, tots dos editats per l’Associació d’Amics de La Costera i en l’estudi introductori a l’obra de Toni Cucarella en el recull de relats Paranys.
Té publicats els següents poemaris:
Llibre de viatge. Entés com el viatge de la vida en què es parla del companys de viatge, de l’entorn, de les vivències i de les conviccions i les (in)certeses.
Cauen fulles. Poemes que reivindiquen aspectes essencials de la vida (l’aprenentatge, els records, els afectes, les utopies...), poemes d’afectes a les persones que estima, mirades a la societat. Segons Antoni Martínez Revert, en el "Pròleg" del poemari, "la poesia de Maria Josep Juan […] és un tipus de poesia transparent, entesa com a lloc d’encontre i amb un component memorialista que amera tota la seua obra".
Bressol de blaus. Un cant a la mar dels sentits, la mar d’Ulisses, bressol de cultures i de saviesa. Un passeig per illes mediterrànies, una mirada als quatre elements i una visió dels meravellosos paisatges i postes de sol.
Espai de la memòria. Una mirada personal al records de les persones i als llocs emblemàtics de la infantesa. Segons Imma López Pavia al pròleg:“La poeta fa un exercici de recuperació del passat, dels llocs i les tradicions del seu poble, en un temps que ja forma part dels territoris de la memòria i la nostàlgia”.
Saber qui som. El poemari està organitzat en quatre apartats: Travessar la vida, Refugis quotidians, Tantes preguntes i Tants naufragis. Una invitació a la reflexió i una voluntat d’interrelació amb el lector. Carles Cortés Orts analitza aquest poemari a la revista cultural de Petrer, tot afirmant: "L'escriptora de Canals trena les imatges dels seus textos com a llargs cabells que van interrelacionant-se fins a aconseguir atrapar el lector, seduït completament per la contemplació de les percepcions que els records i les vivències d'un ésser mortal, d'un company de viatge, que interpreta amb ritme i candència tot el que veu al seu voltant.
Participa també en les antologies: Elles:constel·lació poética i Mostra de Poesia, primer concurs de poesia, de l'Ajuntament d’Alfara del Patriarca.

## Premis[calcitació]
Ha obtingut diversos premis amb la seua obra, tot destacant els poemaris:
- 2019 Premi Francesc Badenes Dalmau de Poesia de l'Ajuntament d'Alberic, per Llibre de viatge
- 2020 X Concurs de Poesia per a Dones de La Nucia, per Ser dona
- 2020 XXVIII Premis 9 d’Octubre de Creació Literària en Valencià de l’Ajuntament de Sant Vicent del Raspeig, per Cauen fulles
- 2020 XXVII Premis de la Mar de Poesia de l'Ajuntament de Castelló i l’associació cultural La Barraca, per Bressol de blaus
- 2020 XIX Premi de Poesia "Paco Mollà" de l'Ajuntament de Petrer], per Saber qui som[6]

## Publicacions
- 2020 Llibre de viatge[7]
- 2021 Bressol de blaus[8]
- 2021 Espai de la memòria[9]
- 2022 Saber qui som[10]
- 2023 Cauen fulles[11]